# Gert Heinrich
Gert Heinrich (* 13. Dezember 1950 in Plauen) ist ein deutscher Physiker, Werkstoffwissenschaftler und Hochschullehrer.

## Karriere
Gert Heinrich wuchs in Pausa/Vogtland auf und begann 1969 nach Abitur und Facharbeiterabschluss als Maurer ein Studium der Physik an der Friedrich-Schiller-Universität Jena, welches er 1973 mit seiner Diplomarbeit in der Abteilung „Angewandte Quantentheorie“ bei Gerhard Weber zum Thema „Zur Theorie der Mehrphotonenprozesse in starken elektromagnetischen Feldern“ abschloss. Danach war er als wissenschaftlicher Assistent und Oberassistent in der Sektion Physik an der Technischen Hochschule Carl Schorlemmer Leuna-Merseburg (THLM) tätig. Er promovierte im Wissenschaftsbereich Theoretische Physik unter Anleitung von Günter Helmis 1978 zum Thema „Mechanische Eigenschaften polymerer Netzwerke unter Berücksichtigung der Undurchdringbarkeit der Netzwerkketten“.
1984 erlangte er die Facultas Docendi in Theoretischer Physik und habilitierte sich 1985 mit seiner Schrift „Entwicklung und Anwendung einer Theorie polymerer Netzwerke und Schmelzen unter molekularfeld-theoretischer Berücksichtigung der Topologieerhaltung“. 1987 erfolgte die Berufung zum ordentlichen Hochschuldozenten für Theoretische Physik an der THLM. 1987–88 war er als Gastwissenschaftler an der Karls‑Universität und am Institut für Makromolekulare Chemie der Akademie der Wissenschaften der CSSR in Prag tätig.
Von 1990 bis 2002 war er als Senior Research Scientist und Abteilungsleiter für Materialforschung in den zentralen Bereichen Forschung Reifen bzw. Strategische Technologie bei der Continental AG, Hannover, beschäftigt.
Als Lehrbeauftragter lehrte er zusätzlich 1991–1996 „Physik und Technologie der Polymere“ an der Gottfried Wilhelm Leibniz Universität Hannover am Institut für Makromolekulare Chemie, und 2002–2005 „Elastomer Materials and Testing“ an der Martin-Luther-Universität Halle-Wittenberg.
Von 2003 bis 2016 war er C4(W3)-Professor für Polymerwerkstoffe und Elastomertechnik an der Fakultät Maschinenwesen der Technischen Universität Dresden und gleichzeitig bis 2017 Direktor des Institutes Polymerwerkstoffe am Leibniz-Institut für Polymerforschung Dresden e. V. Seitdem ist er als Forschungs-Seniorprofessor an der TU Dresden tätig.
Er lehnte 2009 einen Ruf auf eine W3-Professur „Mikro- und Nanostrukturbasierte Polymerverbundwerkstoffe“ an die Martin-Luther-Universität Halle/Wittenberg und das Fraunhofer-Institut für Werkstoffmechanik (IWM) Halle/S. ab.
Von 2005 bis 2012 war er gewähltes Mitglied im Fachkollegium Chemie/Polymerwissenschaften der Deutschen Forschungsgemeinschaft (DFG). Gleichzeitig leitete er die von der DFG finanzierte Forschergruppe FOR 597 „Statistical Mechanics and Fracture Mechanics of Rubbers“.
Gert Heinrich ist Autor und Mitautor von über 800 wissenschaftlichen Fachartikeln, Patenten und Büchern zur Physik und Theorie polymerer Netzwerke, zur mechanischen Verstärkung, Herstellung und Verarbeitung von polymereren Werkstoffen und Elastomeren, Verbundwerkstoffen, zur Kautschuktechnologie, Reibung und Verschleiß von Elastomeren, Physik und Technologie von Pkw- und Lkw-Reifen. Er begründete das Forschungsfeld „Rubberiomics“ als Konzept für ganzheitliche Forschungsansätze zu Elastomeren.
Außerdem arbeitet er als Berater für Firmen der Polymer- und Reifenindustrie. Im Zeitraum von 2005 bis 2015 organisierte er in Dresden internationale Tagungen zur Forschung und Entwicklung von Automobilreifen. Von 2007 bis 2016 organisierte er in Pausa/Vogtland regelmäßig Seminare für Doktoranden und Gastwissenschaftler, sowie seit 1990 an gleicher Stelle jährlich stattfindende Diskussionsforen, u. a. mit dem Publizisten, Lehrer und Polit-Aktivisten Wolfgang Mayer und dem Physiker, Hochschullehrer und Gründer der Firma Supracon AG (Jena) Hans-Georg Meyer.

## Privatleben
Gert Heinrich ist seit 1975 verheiratet und hat zwei erwachsene Töchter.

## Mitgliedschaften
- Mitglied in der Deutschen Physikalischen Gesellschaft (DPG)[12]
- Mitglied in der Deutschen Kautschukgesellschaft (DKG)
- ehem. Mitglied des wissenschaftlichen Kuratoriums des FEP des Fraunhofer-Instituts für Organische Elektronik, Elektronenstrahl- und Plasmatechnik

## Auszeichnungen
- 2015: Colwyn Medal of Institute of Materials, Minerals and Mining (IOM³), London/UK[13]
- 2015: George Stafford Whitby Award (American Chemical Society, Rubber Division, USA)[14][15]
- 2015: Carl-Dietrich-Harries-Medaille der Deutschen Kautschukgesellschaft[16]
- 2017: Lifetime Achievement Award, verliehen vom Tire Technology International Magazine[17]
- 2024: H.F. Mark Medaille, Österreichisches Forschungsinstitut für Chemie und Technik[18]
- 2025: Charles Goodyear Medal der Rubber Division der American Chemical Society (ACS)[19]

## Publikationen

### Bücher
- T. A. Vilgis, G. Heinrich, M. Klüppel: Reinforcement of Polymer Nano-Composites – Theory, Experiments and Applications, Cambridge University Press, 2009
- W. Grellmann, G. Heinrich, M. Kaliske, M. Klüppel, K. Schneider, T. Vilgis: Fracture Mechanics and Statistical Mechanics of Reinforced Elastomeric Blends, in Lecture Notes in Applied and Computational Mechanics, Springer-Verlag Berlin Heidelberg, 2013
- G. Heinrich (Hrsg.): Advanced Rubber Composites (Advances in Polymer Science, Band 239), Springer-Verlag Berlin Heidelberg, 2011

### Wissenschaftliche Zeitschriftenartikel
- G. Heinrich, M. Klüppel, T.A. Vilgis,: Reinforcement of elastomers, Current opinion in solid state and materials science 6 (3), 195–203, 2002
- G. Heinrich, M. Klüppel, Recent advances in the theory of filler networking in elastomers, Advances in Polymer Science, 1–44, 2002
- F.R. Costa, A. Leuteritz, U. Wagenknecht, D. Jehnichen, L. Haeussler, G. Heinrich, Intercalation of Mg–Al layered double hydroxide by anionic surfactants: preparation and characterization, Applied Clay Science 38 (3–4), 153–164, 2008
- G. Heinrich, E. Straube, G. Helmis, Rubber elasticity of polymer networks: Theories, Advances in Polymer Science, 33–87, 1988
- M. Klüppel, G. Heinrich, Rubber friction on self-affine road tracks, Rubber Chemistry and Technology 73 (4), 578–606, 2000
- A. Das, K.W. Stöckelhuber, R. Jurk, M. Saphiannikova, J. Fritzsche, H. Lorenz, M. Klüppel, G. Heinrich, Modified and unmodified multiwalled carbon nanotubes in high performance solution-styrene–butadiene and butadiene rubber blends, Polymer 49 (24), 5276–5283, 2008
- K.W. Stöckelhuber, A.S. Svistkov, A.G. Pelevin, G. Heinrich, Impact of filler surface modification on large scale mechanics of styrene butadiene/silica rubber composites, Macromolecules 44 (11), 4366–4381, 2011
- S. Rooj, A. Das, V. Thakur, R.N. Mahaling, A.K. Bhowmick, G. Heinrich, Preparation and properties of natural nanocomposites based on natural rubber and naturally occurring halloysite nanotubes, Materials & Design 31 (4), 2151–2156, 2010
- M. Kaliske, G. Heinrich, An extended tube-model for rubber elasticity: statistical-mechanical theory and finite element implementation, Rubber Chemistry and Technology 72 (4), 602–632, 1999
- B.N.J. Persson, O. Albohr, G. Heinrich, H. Ueba, Crack propagation in rubber-like materials, Journal of Physics: Condensed Matter 17 (44), R1071, 2005
- G.R. Kasaliwal, S. Pegel, A. Göldel, P. Pötschke, G. Heinrich, Analysis of agglomerate dispersion mechanisms of multiwalled carbon nanotubes during melt mixing in polycarbonate, Polymer 51 (12), 2708–2720, 2010
- F.R. Costa, U. Wagenknecht, G. Heinrich, LDPE/Mg–Al layered double hydroxide nanocomposite: thermal and flammability properties, Polymer Degradation and Stability 92 (10), 1813–1823, 2007
- A. Göldel, A. Marmur, G.R. Kasaliwal, P. Pötschke, G. Heinrich, Shape-dependent localization of carbon nanotubes and carbon black in an immiscible polymer blend during melt mixing, Macromolecules 44 (15), 6094–6102, 2011
- M. Klüppel, R.H. Schuster, G. Heinrich, Structure and properties of reinforcing fractal filler networks in elastomers, Rubber Chemistry and Technology 70 (2), 243–255, 1997
- F.R. Costa, M. Abdel-Goad, U. Wagenknecht, G. Heinrich, Nanocomposites based on polyethylene and Mg–Al layered double hydroxide. I. Synthesis and characterization, Polymer 46 (12), 4447–4453, 2005
- F.R. Costa, M. Saphiannikova, U. Wagenknecht, G. Heinrich, Layered double hydroxide based polymer nanocomposites, Advances in Polymer Science, 101–168, 2007